# Hostovlice
Hostovlice är en ort i Tjeckien.   Den ligger i regionen Mellersta Böhmen, i den centrala delen av landet, 80 km öster om huvudstaden Prag. Hostovlice ligger 287 meter över havet och antalet invånare är 255.
Terrängen runt Hostovlice är platt åt sydväst, men åt nordost är den kuperad. Runt Hostovlice är det ganska tätbefolkat, med 116 invånare per kvadratkilometer. Närmaste större samhälle är Kutná Hora, 17,2 km nordväst om Hostovlice. Trakten runt Hostovlice består till största delen av jordbruksmark.